# George Stephan
George Stephan (* 30. März 1862 in Cleveland, Ohio; † 9. September 1944 in La Jolla, Kalifornien) war ein US-amerikanischer Politiker. Zwischen 1919 und 1921 war er Vizegouverneur des Bundesstaates Colorado.

## Werdegang
Über die Jugend und die Schulausbildung von George Stephan ist nichts überliefert. Er muss aber Jura studiert haben, da er später als Jurist arbeitete. Er kam zu einem unbekannten Zeitpunkt nach Colorado. Politisch schloss er sich der Republikanischen Partei an.
Im Jahr 1918 wurde Stephan an der Seite von Oliver Henry Shoup zum Vizegouverneur des Staates Colorado gewählt. Dieses Amt bekleidete er zwischen 1919 und 1921. Dabei war er Stellvertreter des Gouverneurs und Vorsitzender des Staatssenats. Zwischen 1924 und 1929 war er Bundesstaatsanwalt für den Staat Colorado. Er starb am 9. September 1944 in La Jolla.